# Suwklapa

Jacht żaglowy z kabiną zamykaną suwklapą.

Suwklapa - na jachcie lub innej małej jednostce pływającej jest to klapa zamykająca od góry zejściówkę, czyli główne wejście prowadzące pod pokład, do wnętrza jednostki. Suwklapa jest przesuwną klapą umieszczoną w prowadnicach na dachu pokładówki lub niskiej nadbudówki. Z reguły stosowana jest dla zamknięcia zejściówki jednocześnie ze sztorcklapą zamykającą zejściówkę w pionie. Zamiast suwklapy na prowadnicach może być stosowana klapa na zawiasach, zwana też suwklapą obrotową.